# ヤマハ・パッソーラ
ヤマハ・パッソーラ (Passola) は、ヤマハ発動機が販売していたスクーター（原動機付自転車）である。1978年2月発売、現在は既に生産を終了している。

## 概要
CMキャラクターは水沢アキ。前年に発売されたパッソルの上級版という位置付けであった。パッソルに比べてボディが大型化され、最大出力のアップ、2速オートマチックミッションが採用された。同年にグッドデザイン賞を受賞している。
1980年にマイナーチェンジが行なわれ、1981年にはセル付きモデルも投入された。